# Adrià Bosch Roca
Adrià Bosch Roca (8 de febrero de 1991) es un deportista español que compite en piragüismo en la modalidad de estilo libre. Ganó una medalla de bronce en el Campeonato Europeo de Piragüismo de Estilo Libre de 2014, en la prueba de C1.

## Palmarés internacional
| Campeonato Europeo | Campeonato Europeo      | Campeonato Europeo | Campeonato Europeo |
| Año                | Lugar                   | Medalla            | Evento             |
| ------------------ | ----------------------- | ------------------ | ------------------ |
| 2014               | Bratislava (Eslovaquia) | Medalla de bronce  | C1                 |